# Charles Gide

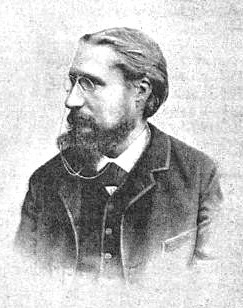

Charles Gide (ur. 29 czerwca 1847 w Uzès, zm. 12 marca 1932 w Paryżu) – francuski ekonomista i teoretyk spółdzielczości.
Pochodził z tradycyjnej hugenockiej rodziny, twierdził, że u podstaw uregulowań prawnych leżą poglądy religijne. Założył '"Revue d'Économie Politique", był przedstawicielem kooperatyzmu we Francji i twórcą szkoły w Nîmes. W 1874 został profesorem uniwersytetu w Bordeaux, 1880 w Montpellier, 1898 w Paryżu, a 1919 w Collège de France. Mimo że wychował się na dziełach F. Bastiata, odrzucił jego koncepcję i skłonił się ku poglądom Ch. Fouriera i R. Owena i był zdania, że zamiast teorii konkurencyjnej walki powinno zaszczepiać się idee solidaryzmu i współpracy, opowiadał się też za pacyfizmem w stosunkach międzynarodowych. Napisał m.in. prace Zasady ekonomii politycznej (wspólnie z Ch. Ristem, 1884, wyd. pol. 1893), Kooperatyzm (1900, wyd. pol. 1937), Historia doktryn ekonomicznych od fizjokratów do czasów najnowszych (wspólnie z Ch. Ristem, 1909, wyd. pol. 1920) i La solidarité (1932).